# Monte Perdido
De Monte Perdido of Mont Perdu is de op twee na hoogste berg in de Pyreneeën. De top van Monte Perdido (3355 m) ligt in Spanje, en is voor Frankrijk verborgen door schijnbaar ondoordringbare pieken van het Cirque de Gavarnie en de Estaube. De Monte Perdido vormt de hoogste top van het Marboré-massief, waartoe ook de Pic du Marboré en Cylindre du Marboré behoren. De berg ligt ten zuiden van de hoofdkam van de Pyreneeën, die in deze regio grotendeels samenvalt met de staatsgrens tussen Spanje en Frankrijk, met de Brèche de Roland als een natuurlijke opening in de hoofdkam.

## Toponymie
De naam Monte Perdido is afgeleid uit het Frans en betekent letterlijk "verloren berg". De naam dateert uit de achttiende eeuw. Het adjectief 'verloren' verwijst naar de locatie van de berg: ver verwijderd (vanuit Frankrijk gezien). De berg werd wel gezien vanaf de toppen van de bergen die in die tijd vaak beklommen werden, zoals de Pic du Midi de Bigorre, maar was niet meer zichtbaar nadat men afdaalde naar de (Franse) valleien.

## Beklimming

Monte Perdido gezien vanuit de vallei van Ordesa

Het beklimmen van de berg is het gemakkelijkst vanuit Spanje. Klimmers moeten eerst vanaf het Aragonese dorpje Torla door de lange Ordesavallei en dan door de Circo de Soaso trekken alvorens de stevige klim naar de top te proberen. In de winter kan deze beklimming gevaarlijk zijn, omdat het bovenste deel van de besneeuwde helling dan bevriest, waardoor die erg glad wordt. Als de klimmer dan uitglijdt, stort die de afgrond in. Dit gedeelte van de helling heet dan ook La Escupidera, afgeleid van het werkwoord escupar wat uitspugen betekent.

## Nationaal park
De Monte Perdido is het centrum van het Spaanse nationaal park Ordesa y Monte Perdido dat in 1918 werd opgericht en toen amper 21 vierkante kilometer land besloeg.
Alhambra, Generalife en Albaicín, Granada ·
Kathedraal van Burgos ·
Historisch centrum van Córdoba ·
Klooster en plaats van het Escorial, Madrid ·
Werken van Gaudí ·
Grot van Altamira en de paleolithische grotkunst van Noord-Spanje ·
Monumenten van Oviedo en het koninkrijk Asturië ·
Oude stad Ávila met de Kerken-buiten-de-Muren ·
Oude stad Segovia en aquaduct ·
Santiago de Compostella (oude stad) ·
Nationaal park Garajonay ·
Historische stad Toledo ·
Mudéjararchitectuur van Aragón ·
Oude stad Cáceres ·
Kathedraal, Alcázar en Archivo General de Indias in Sevilla ·
Oude stad Salamanca ·
Klooster van Poblet ·
Archeologisch ensemble van Mérida ·
Pelgrimsroute naar Santiago de Compostella ·
Koninklijk klooster van Santa Maria de Guadalupe ·
Nationaal park Doñana ·
Historische ommuurde stad Cuenca ·
La Lonja de la Seda van Valencia ·
Las Médulas ·
Palau de la Música Catalana en Hospital de Sant Pau, Barcelona ·
Monte Perdido ·
Kloosters van San Millán Yuso en Suso ·
Prehistorische rotskunst in de Coa Vallei en de Siega Verde ·
Rotskunst van het Middellandse Zeebekken op het Iberisch Schiereiland ·
Universiteit en historische parochie van Alcalá de Henares ·
Ibiza, biodiversiteit en cultuur ·
San Cristóbal de La Laguna ·
Archeologisch ensemble van Tarraco ·
Archeologisch Atapuerca ·
Catalaanse romaanse kerken van de Vall de Boí ·
Palmeral van Elche ·
Romeinse muur van Lugo ·
Cultuurlandschap van Aranjuez ·
Monumentale renaissance-ensembles van Úbeda en Baeza ·
Vizcayabrug ·
Oude en voorhistorische beukenbossen van de Karpaten en andere regio's van Europa ·
Nationaal park El Teide ·
Herculestoren ·
Cultuurlandschap van de Serra de Tramuntana ·
Erfgoed van kwik. Almadén en Idrija ·
Dolmens van Antequera ·
Kalifaatstad Medina Azahara ·
Cultuurlandschap van de Risco Caído en de heilige bergen van Gran Canaria  ·
Paseo del Prado en Parque del Buen Retiro, een landschap van kunst en wetenschap
- Biblioteca Nacional de España: XX5652436
- Gemeinsame Normdatei: 4827106-8
- Virtual International Authority File: 245435800